# 大隅高須站
大隅高須站（日语：／ Ōsumi-Takasu eki */?）是位於鹿兒島縣鹿屋市野里町，日本國有鐵道（國鐵）的大隅線車站（廢站）。

## 歷史
- 1915年（大正4年）7月11日 - 南隅輕便鐵道（1916年改名為大隅鐵道（日语：大隅鉄道））高須站至鹿屋站之間開通，高須站啟用。當時為軌距762毫米的輕便鐵道。
- 1923年（大正12年）12月19日 - 大隅鐵道古江至高須之間開通，成為中邊車站。
- 1935年（昭和10年）6月1日 - 鐵道省收購大隅鐵道，成為國鐵古江線車站。同時車站改名為大隅高須站。
- 1936年（昭和11年）10月23日 - 國鐵古江東線東串良至串良之間開通，古江線改名，以西路段為古江西線。
- 1938年（昭和13年）10月10日 - 古江西線改軌距工程完畢，古江東線與古江西線合併為古江線。
- 1972年（昭和47年）9月9日 - 路線名稱改為大隅線[2]。
- 1984年（昭和59年）2月1日 - 成為無人車站。
- 1987年（昭和62年）3月14日 - 大隅線全線廢止，此站也廢止[2]。

## 廢止時的車站構造
此站是地面車站，設有1面1線的單式月台。車站大樓與月台有一段距離。現時鹿屋市的舊高須隧道靠近高須站一方的出口設有大隅線的展板。在隧道口附近設有月台。在1967年6月時間表中，顯示出此站會有旅客列車進行列車交會，因此當時此站應該設有列車交會設備。此站是委託車站。

## 現狀
截至2009年，車站遺址成為了公民館，館內設有紀念碑。在高須站入口遺址變成消防倉庫，站內遺址變成公園。

## 相鄰車站
日本國有鐵道
大隅線
大隅野里－大隅高須－荒平
在1938年（昭和13年）10月10日進行改軌距和遷移車站前。此站與大隅高須站之間曾設有'瀧之觀音站，荒平站與此站之間曾設有金濱站。

## 注腳
1. 1 2 3 4  . JTB出版. : 333 （日语）.
2. 1 2  . 鐵道雜誌（日语：鉄道ジャーナル） (鐵道雜誌社). 1987-06, 21 (7): 96–98 （日语）.

## 外部連結
- 鹿屋市之高須站 （页面存档备份，存于）（日語）